# Liste des monuments historiques protégés en 2003
Cet article recense les monuments historiques français classés ou inscrits en 2003.

## Protections
| Édifice | Commune                     | Département             | Région                     | Protection | Base Mérimée                         | Coordonnées                         | Image |
| --- | --------------------------- | ----------------------- | -------------------------- | ---------- | ------------------------------------ | ----------------------------------- | ----- |
| Établissements C.J. Bonnet | Jujurieux                   | Ain                     | Auvergne-Rhône-Alpes       | inscrit    | « PA01000011 », notice no PA01000011 | 46° 02′ 32″ nord, 5° 24′ 32″ est    |       |
| Ensemble castral du Montellier | Le Montellier               | Ain                     | Auvergne-Rhône-Alpes       | classé     | « PA00116430 », notice no PA00116430 | 45° 56′ 34″ nord, 5° 04′ 28″ est    |       |
| Tour de Deaul | Revonnas                    | Ain                     | Auvergne-Rhône-Alpes       | inscrit    | « PA01000009 », notice no PA01000009 | 46° 09′ 46″ nord, 5° 19′ 49″ est    |       |
| Château de Beauretour | Saint-Germain-les-Paroisses | Ain                     | Auvergne-Rhône-Alpes       | inscrit    | « PA01000010 », notice no PA01000010 | 45° 46′ 53″ nord, 5° 37′ 25″ est    |       |
| Ferme du Tremblay | Saint-Trivier-de-Courtes    | Ain                     | Auvergne-Rhône-Alpes       | inscrit    | « PA00116573 », notice no PA00116573 | 46° 28′ 21″ nord, 5° 04′ 14″ est    |       |
| Vendangeoir des Frères Le Nain | Bourguignon-sous-Montbavin  | Aisne                   | Hauts-de-France            | inscrit    | « PA02000046 », notice no PA02000046 | 49° 31′ 43″ nord, 3° 32′ 28″ est    |       |
| Église réformée américaine de Château-Thierry | Château-Thierry             | Aisne                   | Hauts-de-France            | inscrit    | « PA02000047 », notice no PA02000047 | 49° 02′ 45″ nord, 3° 24′ 08″ est    |       |
| Ancien Craonne | Craonne                     | Aisne                   | Hauts-de-France            | inscrit    | « PA02000048 », notice no PA02000048 | 49° 26′ 41″ nord, 3° 47′ 19″ est    |       |
| Monument des Basques | Craonnelle                  | Aisne                   | Hauts-de-France            | inscrit    | « PA02000044 », notice no PA02000044 | 49° 25′ 49″ nord, 3° 45′ 35″ est    |       |
| Hôtel Warnet | Guise                       | Aisne                   | Hauts-de-France            | inscrit    | « PA02000039 », notice no PA02000039 | 49° 54′ 02″ nord, 3° 37′ 37″ est    |       |
| Manoir des Fossés | Haramont                    | Aisne                   | Hauts-de-France            | inscrit    | « PA02000045 », notice no PA02000045 | 49° 16′ 27″ nord, 3° 02′ 53″ est    |       |
| Pigeonnier de Marcy | Marcy                       | Aisne                   | Hauts-de-France            | inscrit    | « PA02000041 », notice no PA02000041 | 49° 50′ 59″ nord, 3° 24′ 16″ est    |       |
| Château de Marigny-en-Orxois | Marigny-en-Orxois           | Aisne                   | Hauts-de-France            | inscrit    | « PA02000042 », notice no PA02000042 | 49° 03′ 41″ nord, 3° 13′ 29″ est    |       |
| Commanderie de Moisy-le-Temple | Montigny-l'Allier           | Aisne                   | Hauts-de-France            | inscrit    | « PA00115827 », notice no PA00115827 | 49° 06′ 53″ nord, 3° 04′ 57″ est    |       |
| Vendangeoir d'Orgeval | Orgeval                     | Aisne                   | Hauts-de-France            | inscrit    | « PA02000043 », notice no PA02000043 | 49° 30′ 26″ nord, 3° 42′ 10″ est    |       |
| Gare de Saint-Quentin | Saint-Quentin               | Aisne                   | Hauts-de-France            | inscrit    | « PA02000049 », notice no PA02000049 | 49° 50′ 23″ nord, 3° 17′ 50″ est    |       |
| Hôtel de la Paix | Soissons                    | Aisne                   | Hauts-de-France            | inscrit    | « PA02000050 », notice no PA02000050 | 49° 23′ 02″ nord, 3° 19′ 33″ est    |       |
| Remparts de Vervins | Vervins                     | Aisne                   | Hauts-de-France            | inscrit    | « PA02000051 », notice no PA02000051 | 49° 50′ 06″ nord, 3° 54′ 21″ est    |       |
| Église Saint-Michel | Avermes                     | Allier                  | Auvergne-Rhône-Alpes       | inscrit    | « PA03000018 », notice no PA03000018 | 46° 35′ 14″ nord, 3° 18′ 27″ est    |       |
| Château de la Roche | Chappes                     | Allier                  | Auvergne-Rhône-Alpes       | inscrit    | « PA03000019 », notice no PA03000019 | 46° 22′ 09″ nord, 2° 54′ 35″ est    |       |
| Château des Echerolles | Ferté-Hauterive (La)        | Allier                  | Auvergne-Rhône-Alpes       | inscrit    | « PA03000020 », notice no PA03000020 | 46° 22′ 21″ nord, 3° 19′ 49″ est    |       |
| Maison dit Ostel Millet | Montluçon                   | Allier                  | Auvergne-Rhône-Alpes       | inscrit    | « PA00093172 », notice no PA00093172 | 46° 20′ 27″ nord, 2° 36′ 21″ est    |       |
| Château de Verseilles | Saint-Étienne-de-Vicq       | Allier                  | Auvergne-Rhône-Alpes       | inscrit    | « PA00093269 », notice no PA00093269 | 46° 09′ 15″ nord, 3° 32′ 16″ est    |       |
| Château de Saint-Géran | Saint-Gérand-de-Vaux        | Allier                  | Auvergne-Rhône-Alpes       | inscrit    | « PA00093272 », notice no PA00093272 | 46° 22′ 23″ nord, 3° 24′ 11″ est    |       |
| Église Saint-Loup | Saint-Hilaire               | Allier                  | Auvergne-Rhône-Alpes       | inscrit    | « PA00093276 », notice no PA00093276 | 46° 29′ 37″ nord, 3° 01′ 17″ est    |       |
| Église Saint-Pierre | Theneuille                  | Allier                  | Auvergne-Rhône-Alpes       | inscrit    | « PA00093314 », notice no PA00093314 | 46° 35′ 03″ nord, 2° 51′ 51″ est    |       |
| Château des Gouttes | Thionne                     | Allier                  | Auvergne-Rhône-Alpes       | inscrit    | « PA00093315 », notice no PA00093315 | 46° 25′ 24″ nord, 3° 35′ 17″ est    |       |
| Maison de Demou | Trévol                      | Allier                  | Auvergne-Rhône-Alpes       | inscrit    | « PA03000021 », notice no PA03000021 | 46° 36′ 51″ nord, 3° 20′ 22″ est    |       |
| Château de Sauvan | Mane                        | Alpes-de-Haute-Provence | Provence-Alpes-Côte d'Azur | inscrit    | « PA00080414 », notice no PA00080414 | 43° 55′ 13″ nord, 5° 45′ 35″ est    |       |
| Église Saint-Julien | Montagnac-Montpezat         | Alpes-de-Haute-Provence | Provence-Alpes-Côte d'Azur | inscrit    | « PA04000025 », notice no PA04000025 | 43° 45′ 08″ nord, 6° 05′ 19″ est    |       |
| Hôtel Negresco | Nice                        | Alpes-Maritimes         | Provence-Alpes-Côte d'Azur | classé     | « PA00080797 », notice no PA00080797 | 43° 41′ 41″ nord, 7° 15′ 29″ est    |       |
| Chapelle de l'Annonciade | Tende                       | Alpes-Maritimes         | Provence-Alpes-Côte d'Azur | classé     | « PA06000014 », notice no PA06000014 | 44° 05′ 08″ nord, 7° 35′ 37″ est    |       |
| Château du Bosquet | Saint-Martin-d'Ardèche      | Ardèche                 | Auvergne-Rhône-Alpes       | inscrit    | « PA00116794 », notice no PA00116794 | 44° 17′ 55″ nord, 4° 35′ 00″ est    |       |
| Maison forte de la Raminoise | Maisoncelle-et-Villers      | Ardennes                | Grand Est                  | inscrit    | « PA08000009 », notice no PA08000009 | 49° 34′ 23″ nord, 4° 55′ 13″ est    |       |
| Château-bas de Sedan | Sedan                       | Ardennes                | Grand Est                  | inscrit    | « PA00078517 », notice no PA00078517 | 49° 42′ 08″ nord, 4° 56′ 51″ est    |       |
| Batteuse hydraulique d'Audressein | Audressein                  | Ariège                  | Occitanie                  | inscrit    | « PA09000011 », notice no PA09000011 | 42° 55′ 41″ nord, 1° 01′ 28″ est    |       |
| Boucherie moderne | Pamiers                     | Ariège                  | Occitanie                  | inscrit    | « PA09000012 », notice no PA09000012 | 43° 07′ 08″ nord, 1° 36′ 40″ est    |       |
| Château de Fuligny | Fuligny                     | Aube                    | Grand Est                  | inscrit    | « PA10000020 », notice no PA10000020 | 48° 19′ 51″ nord, 4° 42′ 13″ est    |       |
| Église Saint-Gengoult | Juvanzé                     | Aube                    | Grand Est                  | inscrit    | « PA10000019 », notice no PA10000019 | 48° 19′ 01″ nord, 4° 33′ 46″ est    |       |
| Sous-préfecture | Narbonne                    | Aude                    | Occitanie                  | inscrit    | « PA11000024 », notice no PA11000024 | 43° 11′ 00″ nord, 3° 00′ 24″ est    |       |
| Église Saint-Genest | Pieusse                     | Aude                    | Occitanie                  | inscrit    | « PA11000025 », notice no PA11000025 | 43° 04′ 49″ nord, 2° 14′ 00″ est    |       |
| Château de Sallèles | Sallèles-d'Aude             | Aude                    | Occitanie                  | inscrit    | « PA11000028 », notice no PA11000028 | 43° 15′ 21″ nord, 2° 56′ 51″ est    |       |
| Donjon | Salles-sur-l'Hers           | Aude                    | Occitanie                  | inscrit    | « PA11000026 », notice no PA11000026 | 43° 17′ 36″ nord, 1° 47′ 19″ est    |       |
| Église Notre-Dame | Aubin                       | Aveyron                 | Occitanie                  | inscrit    | « PA12000027 », notice no PA12000027 | 44° 31′ 44″ nord, 2° 15′ 51″ est    |       |
| Grange monastique de Séveyrac | Bozouls                     | Aveyron                 | Occitanie                  | inscrit    | « PA12000028 », notice no PA12000028 | 44° 27′ 18″ nord, 2° 40′ 19″ est    |       |
| Maison Malaval | Saint-Sernin-sur-Rance      | Aveyron                 | Occitanie                  | inscrit    | « PA12000026 », notice no PA12000026 | 43° 53′ 01″ nord, 2° 36′ 10″ est    |       |
| Château des Templiers | Sainte-Eulalie-de-Cernon    | Aveyron                 | Occitanie                  | inscrit    | « PA00094146 », notice no PA00094146 | 43° 58′ 56″ nord, 3° 08′ 07″ est    |       |
| Église Saint-Jacques | Villefranche-de-Rouergue    | Aveyron                 | Occitanie                  | inscrit    | « PA12000029 », notice no PA12000029 | 44° 21′ 13″ nord, 2° 02′ 14″ est    |       |
| Manoir de Wangen | Wilwisheim                  | Bas-Rhin                | Grand Est                  | inscrit    | « PA67000062 », notice no PA67000062 | 48° 44′ 51″ nord, 7° 30′ 45″ est    |       |
| Campagne Vallombert | Allauch                     | Bouches-du-Rhône        | Provence-Alpes-Côte d'Azur | inscrit    | « PA13000044 », notice no PA13000044 | 43° 20′ 14″ nord, 5° 27′ 36″ est    |       |
| Château de Saint-Marc-Jaumegarde | Saint-Marc-Jaumegarde       | Bouches-du-Rhône        | Provence-Alpes-Côte d'Azur | inscrit    | « PA13000045 », notice no PA13000045 | 43° 32′ 52″ nord, 5° 31′ 33″ est    |       |
| Château d'Avignon | Saintes-Maries-de-la-Mer    | Bouches-du-Rhône        | Provence-Alpes-Côte d'Azur | classé     | « PA00081454 », notice no PA00081454 | 43° 33′ 30″ nord, 4° 24′ 37″ est    |       |
| Manoir du Champ-Versan | Bonnebosq                   | Calvados                | Normandie                  | inscrit    | « PA14000031 », notice no PA14000031 | 49° 13′ 37″ nord, 0° 06′ 00″ est    |       |
| Hôtel de Blangy | Caen                        | Calvados                | Normandie                  | classé     | « PA14000028 », notice no PA14000028 | 49° 10′ 56″ nord, 0° 21′ 30″ ouest  |       |
| Ancienne chambre de commerce et d'industrie | Caen                        | Calvados                | Normandie                  | inscrit    | « PA14000032 », notice no PA14000032 | 49° 10′ 54″ nord, 0° 21′ 41″ ouest  |       |
| Manoir de Douville | Friardel                    | Calvados                | Normandie                  | inscrit    | « PA14000033 », notice no PA14000033 | 49° 00′ 00″ nord, 0° 23′ 37″ est    |       |
| Manoir des Pavements | Lisieux                     | Calvados                | Normandie                  | inscrit    | « PA00111491 », notice no PA00111491 | 49° 08′ 10″ nord, 0° 14′ 38″ est    |       |
| Manoir Desmares | Lisieux                     | Calvados                | Normandie                  | inscrit    | « PA14000035 », notice no PA14000035 | 49° 08′ 47″ nord, 0° 13′ 43″ est    |       |
| Manoir de la Valette | Le Mesnil-Simon             | Calvados                | Normandie                  | inscrit    | « PA14000036 », notice no PA14000036 | 49° 05′ 20″ nord, 0° 06′ 14″ est    |       |
| Manoir de la Chapelle | Notre-Dame-de-Courson       | Calvados                | Normandie                  | inscrit    | « PA14000037 », notice no PA14000037 | 48° 59′ 34″ nord, 0° 14′ 03″ est    |       |
| Manoir de Carel | Saint-Michel-de-Livet       | Calvados                | Normandie                  | inscrit    | « PA14000038 », notice no PA14000038 | 49° 00′ 43″ nord, 0° 08′ 48″ est    |       |
| Château de Victot | Victot-Pontfol              | Calvados                | Normandie                  | inscrit    | « PA00111796 », notice no PA00111796 | 49° 09′ 59″ nord, 0° 00′ 57″ ouest  |       |
| Chapelle de Torp | Villers-Canivet             | Calvados                | Normandie                  | inscrit    | « PA14000029 », notice no PA14000029 | 48° 56′ 52″ nord, 0° 14′ 43″ ouest  |       |
| Château de Villers | Villers-sur-Mer             | Calvados                | Normandie                  | inscrit    | « PA14000030 », notice no PA14000030 | 49° 18′ 22″ nord, 0° 00′ 57″ est    |       |
| Moulin de Drils | Dienne                      | Cantal                  | Auvergne-Rhône-Alpes       | inscrit    | « PA15000020 », notice no PA15000020 | 45° 08′ 55″ nord, 2° 46′ 03″ est    |       |
| Ferme Torrette | Val d'Arcomie               | Cantal                  | Auvergne-Rhône-Alpes       | inscrit    | « PA15000021 », notice no PA15000021 | 44° 56′ 03″ nord, 3° 12′ 40″ est    |       |
| Fortifications | Marcolès                    | Cantal                  | Auvergne-Rhône-Alpes       | inscrit    | « PA15000022 », notice no PA15000022 | 44° 46′ 54″ nord, 2° 21′ 13″ est    |       |
| Église Saint-Martin | Marcolès                    | Cantal                  | Auvergne-Rhône-Alpes       | inscrit    | « PA15000023 », notice no PA15000023 | 44° 46′ 56″ nord, 2° 21′ 12″ est    |       |
| Fontaine Monthyon | Mauriac                     | Cantal                  | Auvergne-Rhône-Alpes       | inscrit    | « PA15000024 », notice no PA15000024 | 45° 13′ 07″ nord, 2° 19′ 52″ est    |       |
| Château de Broussette | Reilhac                     | Cantal                  | Auvergne-Rhône-Alpes       | inscrit    | « PA00093584 », notice no PA00093584 | 44° 57′ 23″ nord, 2° 23′ 55″ est    |       |
| Église Saint-Bonnet | Saint-Bonnet-de-Salers      | Cantal                  | Auvergne-Rhône-Alpes       | inscrit    | « PA15000026 », notice no PA15000026 | 45° 09′ 38″ nord, 2° 27′ 13″ est    |       |
| Hôtel de ville - Caisse d'épargne de Saint-Flour                                                                                                  | Saint-Flour                 | Cantal                  | Auvergne-Rhône-Alpes       | inscrit    | « PA15000025 », notice no PA15000025 | 45° 02′ 02″ nord, 3° 05′ 43″ est    |       |
| Château de Naucase | Saint-Julien-de-Toursac     | Cantal                  | Auvergne-Rhône-Alpes       | inscrit    | « PA00093642 », notice no PA00093642 | 44° 47′ 09″ nord, 2° 11′ 16″ est    |       |
| Église Saint-Paul | Saint-Paul-de-Salers        | Cantal                  | Auvergne-Rhône-Alpes       | inscrit    | « PA00093652 », notice no PA00093652 | 45° 08′ 24″ nord, 2° 31′ 01″ est    |       |
| Château de Bayers | Bayers                      | Charente                | Nouvelle-Aquitaine         | inscrit    | « PA00104244 », notice no PA00104244 | 45° 55′ 13″ nord, 0° 13′ 45″ est    |       |
| Château de Chalais | Chalais                     | Charente                | Nouvelle-Aquitaine         | classé     | « PA00104272 », notice no PA00104272 | 45° 16′ 24″ nord, 0° 02′ 16″ est    |       |
| Château des Chabannes | Jarnac                      | Charente                | Nouvelle-Aquitaine         | inscrit    | « PA16000027 », notice no PA16000027 | 45° 40′ 40″ nord, 0° 09′ 44″ ouest  |       |
| Pont du Cocuron | Merpins                     | Charente                | Nouvelle-Aquitaine         | inscrit    | « PA16000026 », notice no PA16000026 | 45° 40′ 40″ nord, 0° 23′ 48″ ouest  |       |
| Église Notre-Dame de Vouharte | Vouharte                    | Charente                | Nouvelle-Aquitaine         | inscrit    | « PA16000028 », notice no PA16000028 | 45° 48′ 55″ nord, 0° 04′ 25″ est    |       |
| Église Saint-Pierre de Consac | Consac                      | Charente-Maritime       | Nouvelle-Aquitaine         | inscrit    | « PA17000059 », notice no PA17000059 | 45° 25′ 04″ nord, 0° 35′ 39″ ouest  |       |
| Église Saint-Martin de Courcoury | Courcoury                   | Charente-Maritime       | Nouvelle-Aquitaine         | inscrit    | « PA17000058 », notice no PA17000058 | 45° 42′ 45″ nord, 0° 34′ 49″ ouest  |       |
| Église Saint-Laurent de Forges | Forges                      | Charente-Maritime       | Nouvelle-Aquitaine         | inscrit    | « PA17000060 », notice no PA17000060 | 46° 06′ 17″ nord, 0° 53′ 39″ ouest  |       |
| Château de Plassac | Plassac                     | Charente-Maritime       | Nouvelle-Aquitaine         | inscrit    | « PA00104839 », notice no PA00104839 | 45° 28′ 15″ nord, 0° 33′ 49″ ouest  |       |
| Muséum d'histoire naturelle | La Rochelle                 | Charente-Maritime       | Nouvelle-Aquitaine         | inscrit    | « PA17000061 », notice no PA17000061 | 46° 09′ 53″ nord, 1° 09′ 04″ ouest  |       |
| Hôtel du Commerce | La Rochelle                 | Charente-Maritime       | Nouvelle-Aquitaine         | inscrit    | « PA17000048 », notice no PA17000048 | 46° 09′ 47″ nord, 1° 09′ 12″ ouest  |       |
| Église Saint-Cyriaque de Saint-Ciers-du-Taillon                                                                                                   | Saint-Ciers-du-Taillon      | Charente-Maritime       | Nouvelle-Aquitaine         | inscrit    | « PA17000062 », notice no PA17000062 | 45° 25′ 24″ nord, 0° 38′ 29″ ouest  |       |
| Église Saint-Martial de Saint-Martial-de-Mirambeau                                                                                                | Saint-Martial-de-Mirambeau  | Charente-Maritime       | Nouvelle-Aquitaine         | inscrit    | « PA17000064 », notice no PA17000064 | 45° 22′ 55″ nord, 0° 35′ 38″ ouest  |       |
| Église Saint-Christophe de Villexavier | Villexavier                 | Charente-Maritime       | Nouvelle-Aquitaine         | inscrit    | « PA17000065 », notice no PA17000065 | 45° 22′ 20″ nord, 0° 26′ 18″ ouest  |       |
| Abbaye Saint-Satur | Saint-Satur                 | Cher                    | Centre-Val de Loire        | inscrit    | « PA18000022 », notice no PA18000022 | 47° 20′ 24″ nord, 2° 51′ 12″ est    |       |
| Maison | Lubersac                    | Corrèze                 | Nouvelle-Aquitaine         | classé     | « PA19000013 », notice no PA19000013 | 45° 26′ 40″ nord, 1° 24′ 15″ est    |       |
| Commanderie de Soudaine-Lavinadière | Soudaine-Lavinadière        | Corrèze                 | Nouvelle-Aquitaine         | classé     | « PA19000009 », notice no PA19000009 | 45° 33′ 26″ nord, 1° 44′ 28″ est    |       |
| Maison de Loyac | Tulle                       | Corrèze                 | Nouvelle-Aquitaine         | inscrit    | « PA00099923 », notice no PA00099923 | 45° 16′ 05″ nord, 1° 46′ 16″ est    |       |
| Hôpital | Meursault                   | Côte-d'Or               | Bourgogne-Franche-Comté    | inscrit    | « PA00112541 », notice no PA00112541 | 46° 58′ 34″ nord, 4° 47′ 10″ est    |       |
| Château de Montculot | Urcy                        | Côte-d'Or               | Bourgogne-Franche-Comté    | inscrit    | « PA21000029 », notice no PA21000029 | 47° 16′ 22″ nord, 4° 50′ 29″ est    |       |
| Église Saint-Gilles | Saint-Gilles-Pligeaux       | Côtes-d'Armor           | Bretagne                   | classé     | « PA00089622 », notice no PA00089622 | 48° 22′ 48″ nord, 3° 05′ 47″ ouest  |       |
| Manoir de Kerandraou | Troguéry                    | Côtes-d'Armor           | Bretagne                   | classé     | « PA00089774 », notice no PA00089774 | 48° 45′ 51″ nord, 3° 12′ 52″ ouest  |       |
| Maison de Kergoz | Le Vieux-Marché             | Côtes-d'Armor           | Bretagne                   | inscrit    | « PA22000016 », notice no PA22000016 | 48° 35′ 20″ nord, 3° 26′ 55″ ouest  |       |
| Église Saint-Jean-de-la-Cour | Aubusson                    | Creuse                  | Nouvelle-Aquitaine         | inscrit    | « PA23000009 », notice no PA23000009 | 45° 57′ 05″ nord, 2° 10′ 14″ est    |       |
| Maison | Gouzon                      | Creuse                  | Nouvelle-Aquitaine         | classé     | « PA23000010 », notice no PA23000010 | 46° 11′ 30″ nord, 2° 14′ 19″ est    |       |
| Château de Montlebeau | Vareilles                   | Creuse                  | Nouvelle-Aquitaine         | classé     | « PA00100217 », notice no PA00100217 | 46° 17′ 58″ nord, 1° 28′ 01″ est    |       |
| Église Saint-Grégoire d'Augé | Augé                        | Deux-Sèvres             | Nouvelle-Aquitaine         | inscrit    | « PA00101183 », notice no PA00101183 | 46° 26′ 21″ nord, 0° 17′ 11″ ouest  |       |
| Église Saint-Maixent de Geay | Geay                        | Deux-Sèvres             | Nouvelle-Aquitaine         | inscrit    | « PA79000023 », notice no PA79000023 | 46° 52′ 49″ nord, 0° 19′ 38″ ouest  |       |
| Pavillon Trousseau de l'hôpital de Niort | Niort                       | Deux-Sèvres             | Nouvelle-Aquitaine         | inscrit    | « PA79000025 », notice no PA79000025 | 46° 19′ 12″ nord, 0° 27′ 49″ ouest  |       |
| Église Sainte-Pezenne de Niort | Niort                       | Deux-Sèvres             | Nouvelle-Aquitaine         | inscrit    | « PA79000024 », notice no PA79000024 | 46° 20′ 57″ nord, 0° 28′ 10″ ouest  |       |
| Remparts de Parthenay | Parthenay                   | Deux-Sèvres             | Nouvelle-Aquitaine         | classé     | « PA00101314 », notice no PA00101314 | 46° 39′ 08″ nord, 0° 14′ 58″ ouest  |       |
| Église Saint-Jean-Baptiste de Preyssac-d'Agonac                                                                                                   | Château-l'Évêque            | Dordogne                | Nouvelle-Aquitaine         | classé     | « PA00082485 », notice no PA00082485 | 45° 15′ 38″ nord, 0° 42′ 15″ est    |       |
| Château de Matecoulon | Montpeyroux                 | Dordogne                | Nouvelle-Aquitaine         | inscrit    | « PA00082703 », notice no PA00082703 | 44° 55′ 06″ nord, 0° 03′ 20″ est    |       |
| Hôtel de Lestrade ou Hôtel de la Joubertie | Périgueux                   | Dordogne                | Nouvelle-Aquitaine         | inscrit    | « PA00082758 », notice no PA00082758 | 45° 11′ 04″ nord, 0° 43′ 17″ est    |       |
| Château du Repaire | Saint-Aubin-de-Nabirat      | Dordogne                | Nouvelle-Aquitaine         | inscrit    | « PA00082868 », notice no PA00082868 | 44° 43′ 25″ nord, 1° 16′ 36″ est    |       |
| Ancien prieuré de Saint-Jean-de-Côle (ou ancienne abbaye)                                                                                         | Saint-Jean-de-Côle          | Dordogne                | Nouvelle-Aquitaine         | classé     | « PA00082844 », notice no PA00082844 | 45° 25′ 19″ nord, 0° 50′ 17″ est    |       |
| Église Notre-Dame de l'Assomption | Sainte-Marie-de-Chignac     | Dordogne                | Nouvelle-Aquitaine         | classé     | « PA00082866 », notice no PA00082866 | 45° 07′ 51″ nord, 0° 49′ 47″ est    |       |
| Château de la Poujade | Urval                       | Dordogne                | Nouvelle-Aquitaine         | inscrit    | « PA24000041 », notice no PA24000041 | 44° 49′ 11″ nord, 0° 56′ 42″ est    |       |
| Lavoir de Cussey-sur-Lison | Cussey-sur-Lison            | Doubs                   | Bourgogne-Franche-Comté    | inscrit    | « PA25000033 », notice no PA25000033 | 47° 03′ 35″ nord, 5° 57′ 17″ est    |       |
| Pont sur le Lison | Cussey-sur-Lison            | Doubs                   | Bourgogne-Franche-Comté    | inscrit    | « PA25000034 », notice no PA25000034 | 47° 03′ 17″ nord, 5° 58′ 20″ est    |       |
| Maison de Monte au Lever | Les Grangettes              | Doubs                   | Bourgogne-Franche-Comté    | inscrit    | « PA25000035 », notice no PA25000035 | 46° 49′ 36″ nord, 6° 18′ 28″ est    |       |
| Château de Lods | Lods                        | Doubs                   | Bourgogne-Franche-Comté    | inscrit    | « PA25000036 », notice no PA25000036 | 47° 02′ 38″ nord, 6° 15′ 03″ est    |       |
| Château de Sandon | Pontarlier                  | Doubs                   | Bourgogne-Franche-Comté    | inscrit    | « PA25000037 », notice no PA25000037 | 46° 53′ 21″ nord, 6° 21′ 48″ est    |       |
| Cartoucherie de Bourg-lès-Valence | Bourg-lès-Valence           | Drôme                   | Auvergne-Rhône-Alpes       | inscrit    | « PA26000011 », notice no PA26000011 | 44° 56′ 28″ nord, 4° 53′ 54″ est    |       |
| Château de Saint-André | Le Poët-Célard              | Drôme                   | Auvergne-Rhône-Alpes       | classé     | « PA00117011 », notice no PA00117011 | 44° 35′ 18″ nord, 5° 06′ 29″ est    |       |
| Église Saint-Martin | Bézu-la-Forêt               | Eure                    | Normandie                  | classé     | « PA27000026 », notice no PA27000026 | 49° 24′ 29″ nord, 1° 37′ 43″ est    |       |
| Auberge des Cloches de Corneville | Corneville-sur-Risle        | Eure                    | Normandie                  | inscrit    | « PA27000054 », notice no PA27000054 | 49° 20′ 36″ nord, 0° 35′ 23″ est    |       |
| Château du Bosc-Roger | Le Plessis-Hébert           | Eure                    | Normandie                  | inscrit    | « PA27000055 », notice no PA27000055 | 48° 58′ 36″ nord, 1° 23′ 31″ est    |       |
| Manoir de Pont-de-l'Arche | Pont-de-l'Arche             | Eure                    | Normandie                  | inscrit    | « PA27000057 », notice no PA27000057 | 49° 18′ 18″ nord, 1° 09′ 27″ est    |       |
| Bailliage de Pont-de-l'Arche | Pont-de-l'Arche             | Eure                    | Normandie                  | inscrit    | « PA27000056 », notice no PA27000056 | 49° 18′ 17″ nord, 1° 09′ 14″ est    |       |
| Moulin de Mormoulins | Chaudon                     | Eure-et-Loir            | Centre-Val de Loire        | inscrit    | « PA28000013 », notice no PA28000013 | 48° 40′ 10″ nord, 1° 29′ 53″ est    |       |
| Église Notre-Dame des Étilleux | Les Étilleux                | Eure-et-Loir            | Centre-Val de Loire        | inscrit    | « PA28000014 », notice no PA28000014 | 48° 14′ 03″ nord, 0° 49′ 24″ est    |       |
| Église Saint-Hilaire de Nogent-le-Rotrou | Nogent-le-Rotrou            | Eure-et-Loir            | Centre-Val de Loire        | classé     | « PA00097175 », notice no PA00097175 | 48° 19′ 27″ nord, 0° 48′ 45″ est    |       |
| Cinéma l'Ambiance | Senonches                   | Eure-et-Loir            | Centre-Val de Loire        | inscrit    | « PA28000015 », notice no PA28000015 | 48° 33′ 42″ nord, 1° 01′ 58″ est    |       |
| Plan des Théâtres | Aubais                      | Gard                    | Occitanie                  | inscrit    | « PA30000078 », notice no PA30000078 | 43° 45′ 14″ nord, 4° 08′ 45″ est    |       |
| Église Notre-Dame de Meyrannes | Meyrannes                   | Gard                    | Occitanie                  | inscrit    | « PA30000050 », notice no PA30000050 | 44° 16′ 11″ nord, 4° 09′ 55″ est    |       |
| Commanderie de Montfrin | Montfrin                    | Gard                    | Occitanie                  | inscrit    | « PA30000048 », notice no PA30000048 | 43° 52′ 40″ nord, 4° 35′ 34″ est    |       |
| Hôtel de Calvières | Montfrin                    | Gard                    | Occitanie                  | inscrit    | « PA30000049 », notice no PA30000049 | 43° 52′ 38″ nord, 4° 35′ 34″ est    |       |
| Maison de l'avocat des pauvres | Nîmes                       | Gard                    | Occitanie                  | classé     | « PA00135382 », notice no PA00135382 | 43° 50′ 12″ nord, 4° 21′ 30″ est    |       |
| Filature Maison Rouge | Saint-Jean-du-Gard          | Gard                    | Occitanie                  | inscrit    | « PA30000047 », notice no PA30000047 | 44° 06′ 15″ nord, 3° 53′ 09″ est    |       |
| Fort de Saint-Laurent-la-Vernède | Saint-Laurent-la-Vernède    | Gard                    | Occitanie                  | inscrit    | « PA30000051 », notice no PA30000051 | 44° 06′ 18″ nord, 4° 27′ 32″ est    |       |
| Grand séminaire | Uzès                        | Gard                    | Occitanie                  | classé     | « PA00103284 », notice no PA00103284 | 44° 00′ 49″ nord, 4° 25′ 18″ est    |       |
| Livrée de la Thurroye | Villeneuve-lès-Avignon      | Gard                    | Occitanie                  | inscrit    | « PA30000032 », notice no PA30000032 | 43° 57′ 56″ nord, 4° 47′ 46″ est    |       |
| Château de Mérens | Mérens                      | Gers                    | Occitanie                  | inscrit    | « PA32000013 », notice no PA32000013 | 43° 45′ 10″ nord, 0° 32′ 21″ est    |       |
| Église Saint-Saturnin de Baurech | Baurech                     | Gironde                 | Nouvelle-Aquitaine         | classé     | « PA00083129 », notice no PA00083129 | 44° 43′ 32″ nord, 0° 26′ 28″ ouest  |       |
| Hospice de Bazas | Bazas                       | Gironde                 | Nouvelle-Aquitaine         | inscrit    | « PA33000072 », notice no PA33000072 | 44° 26′ 00″ nord, 0° 12′ 32″ ouest  |       |
| Métairie d'Hourtan | Lartigue                    | Gironde                 | Nouvelle-Aquitaine         | inscrit    | « PA33000070 », notice no PA33000070 | 44° 14′ 44″ nord, 0° 05′ 34″ ouest  |       |
| Château de Mongenan | Portets                     | Gironde                 | Nouvelle-Aquitaine         | inscrit    | « PA00083672 », notice no PA00083672 | 44° 41′ 46″ nord, 0° 25′ 51″ ouest  |       |
| Église Saint-Pierre de Rauzan | Rauzan                      | Gironde                 | Nouvelle-Aquitaine         | classé     | « PA33000049 », notice no PA33000049 | 44° 46′ 46″ nord, 0° 07′ 44″ ouest  |       |
| Église Saint-Vivien de Romagne | Romagne                     | Gironde                 | Nouvelle-Aquitaine         | classé     | « PA00083704 », notice no PA00083704 | 44° 45′ 37″ nord, 0° 11′ 50″ ouest  |       |
| Château d'Yquem | Sauternes                   | Gironde                 | Nouvelle-Aquitaine         | inscrit    | « PA33000071 », notice no PA33000071 | 44° 32′ 41″ nord, 0° 19′ 43″ ouest  |       |
| Aqueduc et réservoir de Petite Guinée | Basse-Terre                 | Guadeloupe              | Guadeloupe                 | inscrit    | « PA97100013 », notice no PA97100013 | 15° 59′ 48″ nord, 61° 43′ 42″ ouest |       |
| Villa Édouard | Bagnères-de-Luchon          | Haute-Garonne           | Occitanie                  | inscrit    | « PA31000060 », notice no PA31000060 | 42° 47′ 12″ nord, 0° 35′ 53″ est    |       |
| Église Notre-Dame-de-l'Assomption de Bagnères-de-Luchon                                                                                           | Bagnères-de-Luchon          | Haute-Garonne           | Occitanie                  | inscrit    | « PA00094279 », notice no PA00094279 | 42° 47′ 28″ nord, 0° 35′ 29″ est    |       |
| Château de Castagnac | Castagnac                   | Haute-Garonne           | Occitanie                  | inscrit    | « PA31000058 », notice no PA31000058 | 43° 13′ 57″ nord, 1° 21′ 06″ est    |       |
| Collège de Foix | Toulouse                    | Haute-Garonne           | Occitanie                  | inscrit    | « PA00094507 », notice no PA00094507 | 43° 36′ 17″ nord, 1° 26′ 29″ est    |       |
| Château de Vallègue | Vallègue                    | Haute-Garonne           | Occitanie                  | inscrit    | « PA31000059 », notice no PA31000059 | 43° 25′ 27″ nord, 1° 45′ 16″ est    |       |
| Église Saint-Grégoire de Vabres | Alleyras                    | Haute-Loire             | Auvergne-Rhône-Alpes       | inscrit    | « PA43000033 », notice no PA43000033 | 44° 54′ 14″ nord, 3° 40′ 20″ est    |       |
| Maison de la Rodde | Blesle                      | Haute-Loire             | Auvergne-Rhône-Alpes       | inscrit    | « PA43000040 », notice no PA43000040 | 45° 19′ 07″ nord, 3° 10′ 14″ est    |       |
| Maison du bailliage de Blesle | Blesle                      | Haute-Loire             | Auvergne-Rhône-Alpes       | inscrit    | « PA43000039 », notice no PA43000039 | 45° 19′ 07″ nord, 3° 10′ 15″ est    |       |
| Maison du Doyenné | Brioude                     | Haute-Loire             | Auvergne-Rhône-Alpes       | inscrit    | « PA00092616 », notice no PA00092616 | 45° 17′ 37″ nord, 3° 23′ 08″ est    |       |
| Maison de Mandrin | Brioude                     | Haute-Loire             | Auvergne-Rhône-Alpes       | inscrit    | « PA00092622 », notice no PA00092622 | 45° 17′ 36″ nord, 3° 23′ 01″ est    |       |
| Château de Martinas | Monistrol-sur-Loire         | Haute-Loire             | Auvergne-Rhône-Alpes       | inscrit    | « PA43000034 », notice no PA43000034 | 45° 18′ 33″ nord, 4° 11′ 31″ est    |       |
| Église Notre-Dame de Pont-Salomon | Pont-Salomon                | Haute-Loire             | Auvergne-Rhône-Alpes       | inscrit    | « PA43000036 », notice no PA43000036 | 45° 20′ 26″ nord, 4° 14′ 39″ est    |       |
| Fabrique de faux de l'Alliance | Pont-Salomon                | Haute-Loire             | Auvergne-Rhône-Alpes       | inscrit    | « PA43000038 », notice no PA43000038 | 45° 20′ 45″ nord, 4° 14′ 36″ est    |       |
| Fabrique de faux du Foultier | Pont-Salomon                | Haute-Loire             | Auvergne-Rhône-Alpes       | inscrit    | « PA43000037 », notice no PA43000037 | 45° 20′ 32″ nord, 4° 14′ 31″ est    |       |
| Presbytère de Pont-Salomon | Pont-Salomon                | Haute-Loire             | Auvergne-Rhône-Alpes       | inscrit    | « PA43000035 », notice no PA43000035 | 45° 20′ 28″ nord, 4° 14′ 36″ est    |       |
| Abbaye de Clavas | Riotord                     | Haute-Loire             | Auvergne-Rhône-Alpes       | inscrit    | « PA43000041 », notice no PA43000041 | 45° 13′ 19″ nord, 4° 28′ 09″ est    |       |
| Château de Séneujols | Séneujols                   | Haute-Loire             | Auvergne-Rhône-Alpes       | inscrit    | « PA00092933 », notice no PA00092933 | 44° 57′ 40″ nord, 3° 46′ 52″ est    |       |
| Maison de la Prévôté | Châteauvillain              | Haute-Marne             | Grand Est                  | inscrit    | « PA52000020 », notice no PA52000020 | 48° 02′ 10″ nord, 4° 55′ 05″ est    |       |
| Chapelle Saint-Justin de Chambornay-lès-Bellevaux                                                                                                 | Chambornay-lès-Bellevaux    | Haute-Saône             | Bourgogne-Franche-Comté    | inscrit    | « PA70000062 », notice no PA70000062 | 47° 23′ 22″ nord, 6° 06′ 07″ est    |       |
| Filature de Demangevelle | Demangevelle                | Haute-Saône             | Bourgogne-Franche-Comté    | inscrit    | « PA70000063 », notice no PA70000063 | 47° 55′ 38″ nord, 6° 02′ 12″ est    |       |
| Église de la Nativité-de-Notre-Dame de Montbozon                                                                                                  | Montbozon                   | Haute-Saône             | Bourgogne-Franche-Comté    | inscrit    | « PA70000064 », notice no PA70000064 | 47° 27′ 59″ nord, 6° 15′ 39″ est    |       |
| Abbaye Notre-Dame de Corneux | Saint-Broing                | Haute-Saône             | Bourgogne-Franche-Comté    | inscrit    | « PA00102267 », notice no PA00102267 | 47° 27′ 10″ nord, 5° 39′ 41″ est    |       |
| Ferme de l'abbaye Notre-Dame de Corneux | Saint-Broing                | Haute-Saône             | Bourgogne-Franche-Comté    | inscrit    | « PA70000065 », notice no PA70000065 | 47° 27′ 19″ nord, 5° 39′ 46″ est    |       |
| Château de Seveux | Seveux                      | Haute-Saône             | Bourgogne-Franche-Comté    | inscrit    | « PA70000066 », notice no PA70000066 | 47° 33′ 23″ nord, 5° 44′ 44″ est    |       |
| Église Saint-Nicolas de Saint-Nicolas-Courbefy | Bussière-Galant             | Haute-Vienne            | Nouvelle-Aquitaine         | inscrit    | « PA87000023 », notice no PA87000023 | 45° 37′ 35″ nord, 1° 02′ 08″ est    |       |
| Tour du Mazet | Janailhac                   | Haute-Vienne            | Nouvelle-Aquitaine         | inscrit    | « PA87000024 », notice no PA87000024 | 45° 37′ 50″ nord, 1° 14′ 25″ est    |       |
| Église de la Croix-Glorieuse de Razès | Razès                       | Haute-Vienne            | Nouvelle-Aquitaine         | inscrit    | « PA87000025 », notice no PA87000025 | 46° 01′ 57″ nord, 1° 20′ 09″ est    |       |
| Téléphérique de Terre Rouge | Briançon                    | Hautes-Alpes            | Provence-Alpes-Côte d'Azur | inscrit    | « PA05000010 », notice no PA05000010 | 44° 52′ 39″ nord, 6° 41′ 07″ est    |       |
| Ancien château | Upaix                       | Hautes-Alpes            | Provence-Alpes-Côte d'Azur | inscrit    | « PA00080631 », notice no PA00080631 | 44° 19′ 04″ nord, 5° 52′ 29″ est    |       |
| Hospice Ferrari | Clamart                     | Hauts-de-Seine          | Île-de-France              | inscrit    | « PA00088093 », notice no PA00088093 | 48° 47′ 55″ nord, 2° 15′ 45″ est    |       |
| Collège arménien | Sèvres                      | Hauts-de-Seine          | Île-de-France              | inscrit    | « PA92000011 », notice no PA92000011 | 48° 49′ 31″ nord, 2° 13′ 37″ est    |       |
| Théâtre des Variétés | Béziers                     | Hérault                 | Occitanie                  | inscrit    | « PA34000041 », notice no PA34000041 | 43° 20′ 29″ nord, 3° 13′ 09″ est    |       |
| Château de Verchant | Castelnau-le-Lez            | Hérault                 | Occitanie                  | inscrit    | « PA34000042 », notice no PA34000042 | 43° 38′ 13″ nord, 3° 54′ 07″ est    |       |
| Site archéologique de Lattara | Lattes                      | Hérault                 | Occitanie                  | inscrit    | « PA34000037 », notice no PA34000037 | 43° 33′ 58″ nord, 3° 54′ 31″ est    |       |
| Ensemble épiscopal de Lodève : Ancien palais épiscopal Maisons canoniales Sacristie, cloître, salle Saint-Louis, bâtiments claustraux, presbytère | Lodève                      | Hérault                 | Occitanie                  | inscrit    | « PA00103479 », notice no PA00103479 | 43° 43′ 57″ nord, 3° 19′ 02″ est    |       |
| Maison de Philippe le Bel | Lunel                       | Hérault                 | Occitanie                  | inscrit    | « PA34000044 », notice no PA34000044 | 43° 40′ 27″ nord, 4° 08′ 04″ est    |       |
| Temple protestant de la rue Maguelone | Montpellier                 | Hérault                 | Occitanie                  | inscrit    | « PA34000038 », notice no PA34000038 | 43° 36′ 21″ nord, 3° 52′ 50″ est    |       |
| Château de la Mosson | Montpellier                 | Hérault                 | Occitanie                  | classé     | « PA00103528 », notice no PA00103528 | 43° 36′ 49″ nord, 3° 49′ 09″ est    |       |
| Maison de la Miséricorde | Montpellier                 | Hérault                 | Occitanie                  | inscrit    | « PA34000040 », notice no PA34000040 | 43° 36′ 39″ nord, 3° 52′ 45″ est    |       |
| Théâtre municipal Molière | Sète                        | Hérault                 | Occitanie                  | inscrit    | « PA34000043 », notice no PA34000043 | 43° 24′ 35″ nord, 3° 41′ 53″ est    |       |
| Château de Montmuran | Les Iffs                    | Ille-et-Vilaine         | Bretagne                   | classé     | « PA00090603 », notice no PA00090603 | 48° 17′ 38″ nord, 1° 51′ 39″ ouest  |       |
| Château de Montauban-de-Bretagne | Montauban-de-Bretagne       | Ille-et-Vilaine         | Bretagne                   | classé     | « PA00090635 », notice no PA00090635 | 48° 12′ 52″ nord, 2° 03′ 18″ ouest  |       |
| Église Saint-Médard | Torcé                       | Ille-et-Vilaine         | Bretagne                   | inscrit    | « PA35000022 », notice no PA35000022 | 48° 03′ 43″ nord, 1° 15′ 55″ ouest  |       |
| Prieuré de Cosnay | Lacs                        | Indre                   | Centre-Val de Loire        | inscrit    | « PA36000013 », notice no PA36000013 | 46° 36′ 05″ nord, 2° 03′ 08″ est    |       |
| Prieuré de Saint-Marin | Saint-Marcel                | Indre                   | Centre-Val de Loire        | inscrit    | « PA36000012 », notice no PA36000012 | 46° 36′ 33″ nord, 1° 29′ 23″ est    |       |
| Grange aux Moines | Berthenay                   | Indre-et-Loire          | Centre-Val de Loire        | inscrit    | « PA37000013 », notice no PA37000013 | 47° 21′ 08″ nord, 0° 29′ 44″ est    |       |
| Abbaye Saint-Pierre de Bourgueil | Bourgueil                   | Indre-et-Loire          | Centre-Val de Loire        | inscrit    | « PA00097594 », notice no PA00097594 | 47° 16′ 46″ nord, 0° 10′ 18″ est    |       |
| Colonie agricole et pénitentiaire de Mettray | Mettray                     | Indre-et-Loire          | Centre-Val de Loire        | inscrit    | « PA37000016 », notice no PA37000016 | 47° 26′ 59″ nord, 0° 39′ 33″ est    |       |
| Église Notre-Dame de Montbazon | Montbazon                   | Indre-et-Loire          | Centre-Val de Loire        | inscrit    | « PA37000014 », notice no PA37000014 | 47° 17′ 12″ nord, 0° 42′ 51″ est    |       |
| Jardin des Prébendes d'Oé | Tours                       | Indre-et-Loire          | Centre-Val de Loire        | inscrit    | « PA37000015 », notice no PA37000015 | 47° 23′ 06″ nord, 0° 41′ 04″ est    |       |
| Manoir de Thou | Yzeures-sur-Creuse          | Indre-et-Loire          | Centre-Val de Loire        | inscrit    | « PA37000017 », notice no PA37000017 | 46° 45′ 23″ nord, 0° 52′ 27″ est    |       |
| Forges de Bonpertuis | Apprieu                     | Isère                   | Auvergne-Rhône-Alpes       | inscrit    | « PA38000013 », notice no PA38000013 | 45° 23′ 49″ nord, 5° 31′ 44″ est    |       |
| Église de l'Assomption de Châtenay | Châtenay                    | Isère                   | Auvergne-Rhône-Alpes       | inscrit    | « PA38000015 », notice no PA38000015 | 45° 19′ 10″ nord, 5° 13′ 47″ est    |       |
| Monument aux morts de La Côte-Saint-André | La Côte-Saint-André         | Isère                   | Auvergne-Rhône-Alpes       | inscrit    | « PA38000012 », notice no PA38000012 | 45° 23′ 39″ nord, 5° 15′ 28″ est    |       |
| Ferme Berlioz | La Côte-Saint-André         | Isère                   | Auvergne-Rhône-Alpes       | inscrit    | « PA38000016 », notice no PA38000016 | 45° 23′ 39″ nord, 5° 16′ 10″ est    |       |
| Ferme de l'Échaillon | Saint-Laurent-du-Pont       | Isère                   | Auvergne-Rhône-Alpes       | inscrit    | « PA38000017 », notice no PA38000017 | 45° 22′ 56″ nord, 5° 43′ 38″ est    |       |
| Villa Vaganay | Vienne                      | Isère                   | Auvergne-Rhône-Alpes       | inscrit    | « PA38000018 », notice no PA38000018 | 45° 31′ 31″ nord, 4° 52′ 39″ est    |       |
| Ferme des Bonnettes | Viriville                   | Isère                   | Auvergne-Rhône-Alpes       | inscrit    | « PA38000014 », notice no PA38000014 | 45° 18′ 01″ nord, 5° 13′ 29″ est    |       |
| Résidence | Chilly-le-Vignoble          | Jura                    | Bourgogne-Franche-Comté    | inscrit    | « PA39000053 », notice no PA39000053 | 46° 39′ 24″ nord, 5° 29′ 55″ est    |       |
| Pont de la Raie des Moutelles | Crissey                     | Jura                    | Bourgogne-Franche-Comté    | inscrit    | « PA39000054 », notice no PA39000054 | 47° 04′ 00″ nord, 5° 28′ 47″ est    |       |
| Chalet du Coin d'Aval | Fort-du-Plasne              | Jura                    | Bourgogne-Franche-Comté    | inscrit    | « PA39000056 », notice no PA39000056 | 46° 36′ 51″ nord, 5° 58′ 27″ est    |       |
| Maison | Lons-le-Saunier             | Jura                    | Bourgogne-Franche-Comté    | classé     | « PA00101911 », notice no PA00101911 | 46° 40′ 30″ nord, 5° 33′ 13″ est    |       |
| Immeuble | Lons-le-Saunier             | Jura                    | Bourgogne-Franche-Comté    | classé     | « PA39000008 », notice no PA39000008 | 46° 40′ 29″ nord, 5° 33′ 07″ est    |       |
| Hôtel-Dieu | Lons-le-Saunier             | Jura                    | Bourgogne-Franche-Comté    | classé     | « PA00101892 », notice no PA00101892 | 46° 40′ 34″ nord, 5° 33′ 08″ est    |       |
| Église de l'Assomption d'Offlanges | Offlanges                   | Jura                    | Bourgogne-Franche-Comté    | classé     | « PA00101977 », notice no PA00101977 | 47° 12′ 26″ nord, 5° 33′ 00″ est    |       |
| Pont de Ruffey-sur-Seille | Ruffey-sur-Seille           | Jura                    | Bourgogne-Franche-Comté    | inscrit    | « PA39000057 », notice no PA39000057 | 46° 44′ 40″ nord, 5° 29′ 34″ est    |       |
| Château Saint-Martin | Voiteur                     | Jura                    | Bourgogne-Franche-Comté    | inscrit    | « PA39000058 », notice no PA39000058 | 46° 45′ 15″ nord, 5° 36′ 25″ est    |       |
| Maison Dupeyré | Mont-de-Marsan              | Landes                  | Nouvelle-Aquitaine         | inscrit    | « PA40000049 », notice no PA40000049 | 43° 53′ 33″ nord, 0° 30′ 14″ ouest  |       |
| Église Saint-Pierre de Nerbis | Nerbis                      | Landes                  | Nouvelle-Aquitaine         | classé     | « PA00083989 », notice no PA00083989 | 43° 45′ 13″ nord, 0° 44′ 08″ ouest  |       |
| Église Saint-Martin-de-Gaube de Perquie | Perquie                     | Landes                  | Nouvelle-Aquitaine         | inscrit    | « PA40000046 », notice no PA40000046 | 43° 51′ 24″ nord, 0° 13′ 45″ ouest  |       |
| Église Saint-Louis d'Uza | Uza                         | Landes                  | Nouvelle-Aquitaine         | inscrit    | « PA40000048 », notice no PA40000048 | 44° 02′ 05″ nord, 1° 11′ 47″ ouest  |       |
| Manoir du Tertre | Lignières                   | Loir-et-Cher            | Centre-Val de Loire        | inscrit    | « PA41000028 », notice no PA41000028 | 47° 51′ 35″ nord, 1° 11′ 11″ est    |       |
| Manoir de Maré | Pontlevoy                   | Loir-et-Cher            | Centre-Val de Loire        | inscrit    | « PA41000029 », notice no PA41000029 | 47° 24′ 54″ nord, 1° 12′ 18″ est    |       |
| Château de Montgiron | Veilleins                   | Loir-et-Cher            | Centre-Val de Loire        | inscrit    | « PA00098632 », notice no PA00098632 | 47° 26′ 12″ nord, 1° 41′ 22″ est    |       |
| Puits des Combes | La Ricamarie                | Loire                   | Auvergne-Rhône-Alpes       | inscrit    | « PA42000018 », notice no PA42000018 | 45° 24′ 52″ nord, 4° 21′ 50″ est    |       |
| Immeuble | Saint-Étienne               | Loire                   | Auvergne-Rhône-Alpes       | inscrit    | « PA42000016 », notice no PA42000016 | 45° 26′ 20″ nord, 4° 23′ 27″ est    |       |
| Immeuble moderne | Saint-Étienne               | Loire                   | Auvergne-Rhône-Alpes       | inscrit    | « PA42000017 », notice no PA42000017 | 45° 25′ 57″ nord, 4° 23′ 24″ est    |       |
| Prieuré de Salt-en-Donzy | Salt-en-Donzy               | Loire                   | Auvergne-Rhône-Alpes       | inscrit    | « PA42000019 », notice no PA42000019 | 45° 44′ 14″ nord, 4° 17′ 19″ est    |       |
| Château du Plessis-de-Vair | Anetz                       | Loire-Atlantique        | Pays de la Loire           | inscrit    | « PA00108566 », notice no PA00108566 | 47° 23′ 42″ nord, 1° 05′ 00″ ouest  |       |
| Abbaye Saint-Gildas | Saint-Gildas-des-Bois       | Loire-Atlantique        | Pays de la Loire           | inscrit    | « PA00108797 », notice no PA00108797 | 47° 30′ 59″ nord, 2° 02′ 13″ ouest  |       |
| Fontaine des Anglais | Capdenac                    | Lot                     | Occitanie                  | inscrit    | « PA46000030 », notice no PA46000030 | 44° 34′ 46″ nord, 2° 04′ 13″ est    |       |
| Église Saint-Louis de Montcabrier | Montcabrier                 | Lot                     | Occitanie                  | inscrit    | « PA00095171 », notice no PA00095171 | 44° 32′ 32″ nord, 1° 04′ 26″ est    |       |
| Église Saint-Sernin de Cazes | Puy-l'Évêque                | Lot                     | Occitanie                  | inscrit    | « PA46000031 », notice no PA46000031 | 44° 31′ 06″ nord, 1° 06′ 19″ est    |       |
| Église Saint-Martin | Rocamadour                  | Lot                     | Occitanie                  | inscrit    | « PA46000029 », notice no PA46000029 | 44° 50′ 23″ nord, 1° 36′ 45″ est    |       |
| Pont-canal | Agen                        | Lot-et-Garonne          | Nouvelle-Aquitaine         | inscrit    | « PA47000059 », notice no PA47000059 | 44° 12′ 29″ nord, 0° 36′ 24″ est    |       |
| Hôtel de Sevin | Agen                        | Lot-et-Garonne          | Nouvelle-Aquitaine         | inscrit    | « PA47000057 », notice no PA47000057 | 44° 12′ 20″ nord, 0° 36′ 51″ est    |       |
| Pont-canal sur la Baïse | Feugarolles                 | Lot-et-Garonne          | Nouvelle-Aquitaine         | inscrit    | « PA47000060 », notice no PA47000060 | 44° 14′ 04″ nord, 0° 19′ 46″ est    |       |
| Église Notre-Dame du Grand-Castel | Puymirol                    | Lot-et-Garonne          | Nouvelle-Aquitaine         | inscrit    | « PA00084215 », notice no PA00084215 | 44° 11′ 14″ nord, 0° 47′ 47″ est    |       |
| Château du Sendat | Réunion (La)                | Lot-et-Garonne          | Nouvelle-Aquitaine         | classé     | « PA47000017 », notice no PA47000017 | 44° 17′ 21″ nord, 0° 07′ 48″ est    |       |
| Logis de Bernine | Sauméjan                    | Lot-et-Garonne          | Nouvelle-Aquitaine         | inscrit    | « PA47000058 », notice no PA47000058 | 44° 14′ 28″ nord, 0° 00′ 23″ ouest  |       |
| Château des Rois ducs | Sauveterre-la-Lémance       | Lot-et-Garonne          | Nouvelle-Aquitaine         | classé     | « PA00084247 », notice no PA00084247 | 44° 35′ 28″ nord, 1° 01′ 09″ est    |       |
| Église Saint-Flour du Pompidou | Le Pompidou                 | Lozère                  | Occitanie                  | classé     | « PA00103894 », notice no PA00103894 | 44° 11′ 43″ nord, 3° 39′ 15″ est    |       |
| Château de Mantelon | Denée                       | Maine-et-Loire          | Pays de la Loire           | inscrit    | « PA49000040 », notice no PA49000040 | 47° 22′ 27″ nord, 0° 37′ 44″ ouest  |       |
| Château de la Roche | Segré-en-Anjou Bleu         | Maine-et-Loire          | Pays de la Loire           | inscrit    | « PA49000039 », notice no PA49000039 | 47° 42′ 06″ nord, 0° 57′ 46″ ouest  |       |
| Château du Périneau-Verrières | Trélazé                     | Maine-et-Loire          | Pays de la Loire           | inscrit    | « PA49000041 », notice no PA49000041 | 47° 27′ 46″ nord, 0° 27′ 42″ ouest  |       |
| Manoir de la Madeleine | La Hague                    | Manche                  | Normandie                  | inscrit    | « PA50000026 », notice no PA50000026 | 49° 40′ 02″ nord, 1° 49′ 54″ ouest  |       |
| Chapelle Heuzebrocq | Beuvrigny                   | Manche                  | Normandie                  | inscrit    | « PA00110336 », notice no PA00110336 | 48° 58′ 03″ nord, 0° 59′ 32″ ouest  |       |
| Hangar à dirigeables | Écausseville                | Manche                  | Normandie                  | classé     | « PA50000012 », notice no PA50000012 | 49° 27′ 05″ nord, 1° 22′ 54″ ouest  |       |
| Ferme de Bonfossé | Saint-Martin-de-Bonfossé    | Manche                  | Normandie                  | inscrit    | « PA50000025 », notice no PA50000025 | 49° 02′ 48″ nord, 1° 11′ 06″ ouest  |       |
| Fontaine d'Ambonnay | Ambonnay                    | Marne                   | Grand Est                  | inscrit    | « PA51000009 », notice no PA51000009 | 49° 04′ 40″ nord, 4° 10′ 17″ est    |       |
| Château de Mareuil | Mareuil-sur-Ay              | Marne                   | Grand Est                  | inscrit    | « PA51000010 », notice no PA51000010 | 49° 02′ 41″ nord, 4° 02′ 18″ est    |       |
| Château de L'Échelle-le-Franc | Montmirail                  | Marne                   | Grand Est                  | inscrit    | « PA51000011 », notice no PA51000011 | 48° 53′ 21″ nord, 3° 33′ 58″ est    |       |
| Chapelle Saint-Léonard | Mayenne                     | Mayenne                 | Pays de la Loire           | inscrit    | « PA00109560 », notice no PA00109560 | 48° 18′ 55″ nord, 0° 36′ 31″ ouest  |       |
| Manoir de Classé | Saint-Germain-de-Coulamer   | Mayenne                 | Pays de la Loire           | inscrit    | « PA53000030 », notice no PA53000030 | 48° 16′ 54″ nord, 0° 10′ 53″ ouest  |       |
| Arc Héré | Nancy                       | Meurthe-et-Moselle      | Grand Est                  | classé     | « PA00106099 », notice no PA00106099 | 48° 41′ 40″ nord, 6° 10′ 58″ est    |       |
| Siège de la société des Hauts-Fourneaux et Fonderies                                                                                              | Nancy                       | Meurthe-et-Moselle      | Grand Est                  | inscrit    | « PA54000058 », notice no PA54000058 | 48° 41′ 37″ nord, 6° 09′ 54″ est    |       |
| Établissement d'Émile Gallé | Nancy                       | Meurthe-et-Moselle      | Grand Est                  | inscrit    | « PA54000057 », notice no PA54000057 | 48° 40′ 48″ nord, 6° 10′ 44″ est    |       |
| Basilique Notre-Dame de Sion | Saxon-Sion                  | Meurthe-et-Moselle      | Grand Est                  | inscrit    | « PA54000059 », notice no PA54000059 | 48° 25′ 52″ nord, 6° 05′ 02″ est    |       |
| Hôtel particulier | Bar-le-Duc                  | Meuse                   | Grand Est                  | inscrit    | « PA55000034 », notice no PA55000034 | 48° 46′ 05″ nord, 5° 09′ 38″ est    |       |
| Maison | Ligny-en-Barrois            | Meuse                   | Grand Est                  | inscrit    | « PA55000035 », notice no PA55000035 | 48° 41′ 22″ nord, 5° 19′ 36″ est    |       |
| Rendez-vous de chasse des banquiers Varin-Bernier                                                                                                 | Val-d'Ornain                | Meuse                   | Grand Est                  | inscrit    | « PA55000036 », notice no PA55000036 | 48° 50′ 04″ nord, 5° 05′ 04″ est    |       |
| Chapelle de l'Institution Saint-Joseph | Verdun                      | Meuse                   | Grand Est                  | inscrit    | « PA55000037 », notice no PA55000037 | 49° 09′ 37″ nord, 5° 22′ 50″ est    |       |
| Manoir de Deil | Allaire                     | Morbihan                | Bretagne                   | inscrit    | « PA00090974 », notice no PA00090974 | 47° 39′ 35″ nord, 2° 11′ 50″ ouest  |       |
| Forges de Lanouée | Forges de Lanouée           | Morbihan                | Bretagne                   | inscrit    | « PA56000056 », notice no PA56000056 | 48° 01′ 05″ nord, 2° 38′ 57″ ouest  |       |
| Église Saint-Martin | Josselin                    | Morbihan                | Bretagne                   | inscrit    | « PA56000057 », notice no PA56000057 | 47° 57′ 25″ nord, 2° 33′ 00″ ouest  |       |
| Chapelle Notre-Dame du Guelhouit | Melrand                     | Morbihan                | Bretagne                   | classé     | « PA56000051 », notice no PA56000051 | 47° 58′ 29″ nord, 3° 07′ 32″ ouest  |       |
| Chapelle Saint-Fiacre | Melrand                     | Morbihan                | Bretagne                   | classé     | « PA00091436 », notice no PA00091436 | 48° 00′ 04″ nord, 3° 05′ 41″ ouest  |       |
| Moulin de Lançay | Questembert                 | Morbihan                | Bretagne                   | inscrit    | « PA56000055 », notice no PA56000055 | 47° 42′ 39″ nord, 2° 26′ 51″ ouest  |       |
| Résidence des abbés d'Echternach | Berg-sur-Moselle            | Moselle                 | Grand Est                  | inscrit    | « PA57000025 », notice no PA57000025 | 49° 25′ 47″ nord, 6° 18′ 38″ est    |       |
| Site archéologique du Mont-Saint-Germain | Châtel-Saint-Germain        | Moselle                 | Grand Est                  | classé     | « PA00135699 », notice no PA00135699 | 49° 07′ 36″ nord, 6° 04′ 28″ est    |       |
| Hôtel Saint-Livier | Metz                        | Moselle                 | Grand Est                  | inscrit    | « PA00106851 », notice no PA00106851 | 49° 07′ 15″ nord, 6° 10′ 45″ est    |       |
| Cimetière de l'Est | Metz                        | Moselle                 | Grand Est                  | inscrit    | « PA57000026 », notice no PA57000026 | 49° 06′ 34″ nord, 6° 12′ 07″ est    |       |
| Site archéologique de la Croix-Guillaume | Saint-Quirin                | Moselle                 | Grand Est                  | inscrit    | « PA57000027 », notice no PA57000027 | 48° 36′ 40″ nord, 7° 06′ 26″ est    |       |
| Grand pont sur la Loire | La Charité-sur-Loire        | Nièvre                  | Bourgogne-Franche-Comté    | inscrit    | « PA58000026 », notice no PA58000026 | 47° 10′ 37″ nord, 3° 00′ 51″ est    |       |
| Église Saint-Vincent de la Prye | La Fermeté                  | Nièvre                  | Bourgogne-Franche-Comté    | inscrit    | « PA58000025 », notice no PA58000025 | 46° 56′ 59″ nord, 3° 18′ 42″ est    |       |
| Château de Coulon | Mouron-sur-Yonne            | Nièvre                  | Bourgogne-Franche-Comté    | classé     | « PA58000021 », notice no PA58000021 | 47° 12′ 21″ nord, 3° 44′ 14″ est    |       |
| Château des Créneaux | Trucy-l'Orgueilleux         | Nièvre                  | Bourgogne-Franche-Comté    | inscrit    | « PA58000024 », notice no PA58000024 | 47° 26′ 29″ nord, 3° 24′ 55″ est    |       |
| Ancienne école de natation - Bains et lavoir publics                                                                                              | Armentières                 | Nord                    | Hauts-de-France            | inscrit    | « PA59000053 », notice no PA59000053 | 50° 40′ 56″ nord, 2° 52′ 52″ est    |       |
| Théâtre municipal | Douai                       | Nord                    | Hauts-de-France            | classé     | « PA59000058 », notice no PA59000058 | 50° 21′ 58″ nord, 3° 04′ 45″ est    |       |
| Ancien Château des comtes de Lallaing | Lallaing                    | Nord                    | Hauts-de-France            | inscrit    | « PA59000093 », notice no PA59000093 | 50° 23′ 27″ nord, 3° 10′ 09″ est    |       |
| Église Notre-Dame-du-Tilleul ou église de Sous-le-Bois                                                                                            | Maubeuge                    | Nord                    | Hauts-de-France            | inscrit    | « PA59000094 », notice no PA59000094 | 50° 16′ 13″ nord, 3° 56′ 46″ est    |       |
| Maison natale du peintre Félix del Marle | Pont-sur-Sambre             | Nord                    | Hauts-de-France            | inscrit    | « PA59000095 », notice no PA59000095 | 50° 13′ 14″ nord, 3° 50′ 51″ est    |       |
| Bourloire Saint-Raphaël | Tourcoing                   | Nord                    | Hauts-de-France            | inscrit    | « PA59000099 », notice no PA59000099 | 50° 44′ 06″ nord, 3° 11′ 37″ est    |       |
| Bourloire Saint-Éloi | Tourcoing                   | Nord                    | Hauts-de-France            | inscrit    | « PA59000100 », notice no PA59000100 | 50° 41′ 39″ nord, 3° 08′ 52″ est    |       |
| Bourloire Notre-Dame de Consolation | Tourcoing                   | Nord                    | Hauts-de-France            | inscrit    | « PA59000101 », notice no PA59000101 | 50° 44′ 25″ nord, 3° 10′ 05″ est    |       |
| Bourloire Saint-Charles | Tourcoing                   | Nord                    | Hauts-de-France            | inscrit    | « PA59000097 », notice no PA59000097 | 50° 42′ 55″ nord, 3° 09′ 08″ est    |       |
| Bourloire La Nouvelle Bourloire | Tourcoing                   | Nord                    | Hauts-de-France            | inscrit    | « PA59000098 », notice no PA59000098 | 50° 43′ 04″ nord, 3° 08′ 43″ est    |       |
| Bourloire La Concorde | Tourcoing                   | Nord                    | Hauts-de-France            | inscrit    | « PA59000102 », notice no PA59000102 | 50° 42′ 43″ nord, 3° 10′ 07″ est    |       |
| Bourloire Saint-Louis | Tourcoing                   | Nord                    | Hauts-de-France            | inscrit    | « PA59000103 », notice no PA59000103 | 50° 44′ 03″ nord, 3° 09′ 26″ est    |       |
| Bourloire Saint-Christophe | Tourcoing                   | Nord                    | Hauts-de-France            | inscrit    | « PA59000096 », notice no PA59000096 | 50° 43′ 28″ nord, 3° 10′ 05″ est    |       |
| Chapelle de la Solitude | Vieux-Condé                 | Nord                    | Hauts-de-France            | inscrit    | « PA59000092 », notice no PA59000092 | 50° 28′ 46″ nord, 3° 34′ 38″ est    |       |
| Villa des Avenues | Attichy                     | Oise                    | Hauts-de-France            | inscrit    | « PA60000053 », notice no PA60000053 | 49° 24′ 31″ nord, 3° 02′ 49″ est    |       |
| Manoir de Courtieux | Courtieux                   | Oise                    | Hauts-de-France            | inscrit    | « PA60000054 », notice no PA60000054 | 49° 23′ 16″ nord, 3° 05′ 23″ est    |       |
| Site de Fondmarin | Crépy-en-Valois             | Oise                    | Hauts-de-France            | inscrit    | « PA60000052 », notice no PA60000052 | 49° 14′ 11″ nord, 2° 52′ 56″ est    |       |
| Château de Montherlant | Montherlant                 | Oise                    | Hauts-de-France            | inscrit    | « PA60000050 », notice no PA60000050 | 49° 16′ 41″ nord, 2° 02′ 57″ est    |       |
| Manoir d'Illioré | Trie-la-Ville               | Oise                    | Hauts-de-France            | inscrit    | « PA60000051 », notice no PA60000051 | 49° 16′ 36″ nord, 1° 50′ 24″ est    |       |
| Château de Troissereux | Troissereux                 | Oise                    | Hauts-de-France            | inscrit    | « PA00114931 », notice no PA00114931 | 49° 28′ 38″ nord, 2° 02′ 23″ est    |       |
| Ferme de Coulonches et des Cours-Montreuil | Le Renouard                 | Orne                    | Normandie                  | inscrit    | « PA61000032 », notice no PA61000032 | 48° 55′ 46″ nord, 0° 04′ 40″ est    |       |
| Auberge de Moisy | Saint-Céneri-le-Gérei       | Orne                    | Normandie                  | inscrit    | « PA61000030 », notice no PA61000030 | 48° 22′ 46″ nord, 0° 03′ 11″ ouest  |       |
| Maison Lods | Sérigny                     | Orne                    | Normandie                  | inscrit    | « PA61000031 », notice no PA61000031 | 48° 22′ 16″ nord, 0° 34′ 51″ est    |       |
| Hôpital Saint-Louis | 10e arrondissement de Paris | Paris                   | Île-de-France              | inscrit    | « PA00086494 », notice no PA00086494 | 48° 52′ 24″ nord, 2° 22′ 03″ est    |       |
| Palais de la Femme | 11e arrondissement de Paris | Paris                   | Île-de-France              | inscrit    | « PA75110004 », notice no PA75110004 | 48° 51′ 14″ nord, 2° 22′ 57″ est    |       |
| Lion de Belfort | 14e arrondissement de Paris | Paris                   | Île-de-France              | inscrit    | « PA75140009 », notice no PA75140009 | 48° 50′ 04″ nord, 2° 19′ 57″ est    |       |
| Garde-meuble Odoul | 19e arrondissement de Paris | Paris                   | Île-de-France              | inscrit    | « PA75190003 », notice no PA75190003 | 48° 52′ 30″ nord, 2° 22′ 35″ est    |       |
| Immeuble | 1er arrondissement de Paris | Paris                   | Île-de-France              | inscrit    | « PA75010013 », notice no PA75010013 | 48° 51′ 57″ nord, 2° 20′ 14″ est    |       |
| Immeubles | 4e arrondissement de Paris  | Paris                   | Île-de-France              | inscrit    | « PA75040005 », notice no PA75040005 | 48° 51′ 21″ nord, 2° 21′ 19″ est    |       |
| Bibliothèque de l'Arsenal | 4e arrondissement de Paris  | Paris                   | Île-de-France              | classé     | « PA00086239 », notice no PA00086239 | 48° 51′ 01″ nord, 2° 21′ 49″ est    |       |
| Immeuble | 6e arrondissement de Paris  | Paris                   | Île-de-France              | inscrit    | « PA75060002 », notice no PA75060002 | 48° 51′ 10″ nord, 2° 20′ 26″ est    |       |
| Hôtel de Béarn (actuelle ambassade de Roumanie)                                                                                                   | 7e arrondissement de Paris  | Paris                   | Île-de-France              | classé     | « PA00088803 », notice no PA00088803 | 48° 51′ 31″ nord, 2° 18′ 11″ est    |       |
| Immeuble | 9e arrondissement de Paris  | Paris                   | Île-de-France              | inscrit    | « PA75090002 », notice no PA75090002 | 48° 52′ 51″ nord, 2° 20′ 17″ est    |       |
| Cité Napoléon | 9e arrondissement de Paris  | Paris                   | Île-de-France              | inscrit    | « PA75090003 », notice no PA75090003 | 48° 52′ 50″ nord, 2° 20′ 48″ est    |       |
| Hôtel Moreau | 9e arrondissement de Paris  | Paris                   | Île-de-France              | inscrit    | « PA00088944 », notice no PA00088944 | 48° 52′ 20″ nord, 2° 20′ 04″ est    |       |
| Immeuble | 9e arrondissement de Paris  | Paris                   | Île-de-France              | inscrit    | « PA00088954 », notice no PA00088954 | 48° 52′ 17″ nord, 2° 20′ 05″ est    |       |
| Chapelle Beaudelle | Aire-sur-la-Lys             | Pas-de-Calais           | Hauts-de-France            | inscrit    | « PA62000051 », notice no PA62000051 | 50° 38′ 29″ nord, 2° 23′ 54″ est    |       |
| Silos à blé Les Poires | Ardres                      | Pas-de-Calais           | Hauts-de-France            | classé     | « PA62000054 », notice no PA62000054 | 50° 51′ 11″ nord, 1° 58′ 43″ est    |       |
| Bastion Condette | Ardres                      | Pas-de-Calais           | Hauts-de-France            | classé     | « PA00135491 », notice no PA00135491 | 50° 51′ 15″ nord, 1° 58′ 48″ est    |       |
| Hôtel de ville de Calais | Calais                      | Pas-de-Calais           | Hauts-de-France            | inscrit    | « PA62000055 », notice no PA62000055 | 50° 57′ 09″ nord, 1° 51′ 16″ est    |       |
| Église Saint-Martin d'Hénin-Beaumont | Hénin-Beaumont              | Pas-de-Calais           | Hauts-de-France            | classé     | « PA62000002 », notice no PA62000002 | 50° 25′ 16″ nord, 2° 56′ 54″ est    |       |
| Motte castrale de Saint-Omer et prison du bailliage                                                                                               | Saint-Omer                  | Pas-de-Calais           | Hauts-de-France            | inscrit    | « PA62000052 », notice no PA62000052 | 50° 44′ 49″ nord, 2° 15′ 14″ est    |       |
| Château de Tramecourt | Tramecourt                  | Pas-de-Calais           | Hauts-de-France            | inscrit    | « PA62000057 », notice no PA62000057 | 50° 27′ 44″ nord, 2° 09′ 11″ est    |       |
| Casino-théâtre de Châtel-Guyon | Châtel-Guyon                | Puy-de-Dôme             | Auvergne-Rhône-Alpes       | inscrit    | « PA63000061 », notice no PA63000061 | 45° 55′ 11″ nord, 3° 03′ 50″ est    |       |
| Hôtel Forget | Riom                        | Puy-de-Dôme             | Auvergne-Rhône-Alpes       | inscrit    | « PA63000062 », notice no PA63000062 | 45° 53′ 36″ nord, 3° 06′ 45″ est    |       |
| Prieuré de Saint-Myon | Saint-Myon                  | Puy-de-Dôme             | Auvergne-Rhône-Alpes       | inscrit    | « PA63000063 », notice no PA63000063 | 45° 59′ 42″ nord, 3° 07′ 52″ est    |       |
| Château de Bonnebaud | Saint-Pierre-le-Chastel     | Puy-de-Dôme             | Auvergne-Rhône-Alpes       | inscrit    | « PA00092381 », notice no PA00092381 | 45° 47′ 35″ nord, 2° 50′ 25″ est    |       |
| Église Saint-Martin de Varennes-sur-Morge | Varennes-sur-Morge          | Puy-de-Dôme             | Auvergne-Rhône-Alpes       | inscrit    | « PA63000064 », notice no PA63000064 | 45° 56′ 33″ nord, 3° 11′ 11″ est    |       |
| Pont de Gramont et Moulin de Heugas | Bidache                     | Pyrénées-Atlantiques    | Nouvelle-Aquitaine         | inscrit    | « PA64000047 », notice no PA64000047 | 43° 28′ 16″ nord, 1° 08′ 09″ ouest  |       |
| Chapelle Saint-Cyprien d'Ascombéguy | Lantabat                    | Pyrénées-Atlantiques    | Nouvelle-Aquitaine         | inscrit    | « PA64000048 », notice no PA64000048 | 43° 14′ 50″ nord, 1° 09′ 56″ ouest  |       |
| Église Saint-Jean-Baptiste de Larrau | Larrau                      | Pyrénées-Atlantiques    | Nouvelle-Aquitaine         | inscrit    | « PA64000051 », notice no PA64000051 | 43° 01′ 06″ nord, 0° 57′ 19″ ouest  |       |
| Maison Ihartze Artea | Sare                        | Pyrénées-Atlantiques    | Nouvelle-Aquitaine         | inscrit    | « PA64000049 », notice no PA64000049 | 43° 18′ 33″ nord, 1° 34′ 26″ ouest  |       |
| Maison du Laussat | Viellenave-de-Navarrenx     | Pyrénées-Atlantiques    | Nouvelle-Aquitaine         | inscrit    | « PA64000050 », notice no PA64000050 | 43° 21′ 04″ nord, 0° 47′ 36″ ouest  |       |
| Fort Dugommier | Collioure                   | Pyrénées-Orientales     | Occitanie                  | inscrit    | « PA66000015 », notice no PA66000015 | 42° 30′ 49″ nord, 3° 05′ 10″ est    |       |
| Église Saint-Mathieu | Perpignan                   | Pyrénées-Orientales     | Occitanie                  | inscrit    | « PA66000014 », notice no PA66000014 | 42° 41′ 48″ nord, 2° 53′ 35″ est    |       |
| Maison dite de Melchior Philibert | Charly                      | Rhône                   | Auvergne-Rhône-Alpes       | inscrit    | « PA00117736 », notice no PA00117736 | 45° 38′ 49″ nord, 4° 47′ 47″ est    |       |
| Chais Beaucairois | 9e arrondissement de Lyon   | Rhône                   | Auvergne-Rhône-Alpes       | inscrit    | « PA69000017 », notice no PA69000017 | 45° 47′ 15″ nord, 4° 48′ 43″ est    |       |
| Groupe scolaire Louis-Pasteur | Vénissieux                  | Rhône                   | Auvergne-Rhône-Alpes       | inscrit    | « PA69000018 », notice no PA69000018 | 45° 41′ 39″ nord, 4° 53′ 22″ est    |       |
| Château d'Esmyards | Navour-sur-Grosne           | Saône-et-Loire          | Bourgogne-Franche-Comté    | inscrit    | « PA71000035 », notice no PA71000035 | 46° 21′ 59″ nord, 4° 33′ 16″ est    |       |
| Maison des Trois-Greniers | Chalon-sur-Saône            | Saône-et-Loire          | Bourgogne-Franche-Comté    | inscrit    | « PA00113174 », notice no PA00113174 | 46° 46′ 54″ nord, 4° 51′ 29″ est    |       |
| Église de l'Assomption de Montcenis | Montcenis                   | Saône-et-Loire          | Bourgogne-Franche-Comté    | inscrit    | « PA00113368 », notice no PA00113368 | 46° 47′ 18″ nord, 4° 23′ 17″ est    |       |
| Domaine du château de Layé et du Vieux-Château de Vinzelles                                                                                       | Vinzelles                   | Saône-et-Loire          | Bourgogne-Franche-Comté    | inscrit    | « PA00113530 », notice no PA00113530 | 46° 16′ 11″ nord, 4° 45′ 43″ est    |       |
| Manoir de la Danière | Amné                        | Sarthe                  | Pays de la Loire           | inscrit    | « PA72000027 », notice no PA72000027 | 48° 03′ 15″ nord, 0° 01′ 48″ ouest  |       |
| Château du Gros Chesnay | Fillé                       | Sarthe                  | Pays de la Loire           | inscrit    | « PA72000026 », notice no PA72000026 | 47° 53′ 39″ nord, 0° 06′ 38″ est    |       |
| Église Saint-Jouin de Peray | Peray                       | Sarthe                  | Pays de la Loire           | classé     | « PA72000016 », notice no PA72000016 | 48° 14′ 53″ nord, 0° 21′ 50″ est    |       |
| Église Saint-Aubin de Pincé | Pincé                       | Sarthe                  | Pays de la Loire           | inscrit    | « PA72000028 », notice no PA72000028 | 47° 47′ 42″ nord, 0° 22′ 51″ ouest  |       |
| Église Saint-Ulphace de Saint-Ulphace | Saint-Ulphace               | Sarthe                  | Pays de la Loire           | classé     | « PA00109962 », notice no PA00109962 | 48° 09′ 33″ nord, 0° 49′ 01″ est    |       |
| Église Notre-Dame de Torcé-en-Vallée | Torcé-en-Vallée             | Sarthe                  | Pays de la Loire           | classé     | « PA00109978 », notice no PA00109978 | 48° 08′ 02″ nord, 0° 23′ 46″ est    |       |
| Château Reinach | La Motte-Servolex           | Savoie                  | Auvergne-Rhône-Alpes       | inscrit    | « PA73000005 », notice no PA73000005 | 45° 35′ 46″ nord, 5° 51′ 40″ est    |       |
| Château de Ferrières | Ferrières-en-Brie           | Seine-et-Marne          | Île-de-France              | classé     | « PA00086959 », notice no PA00086959 | 48° 49′ 11″ nord, 2° 42′ 44″ est    |       |
| Temple protestant de Luneray | Luneray                     | Seine-Maritime          | Normandie                  | inscrit    | « PA76000064 », notice no PA76000064 | 49° 49′ 49″ nord, 0° 54′ 51″ est    |       |
| Manoir de Bourdemare | Manneville-la-Goupil        | Seine-Maritime          | Normandie                  | inscrit    | « PA76000066 », notice no PA76000066 | 49° 36′ 54″ nord, 0° 20′ 07″ est    |       |
| Verrerie de la Gare ou verrerie Denin | Nesle-Normandeuse           | Seine-Maritime          | Normandie                  | inscrit    | « PA76000065 », notice no PA76000065 | 49° 54′ 53″ nord, 1° 40′ 26″ est    |       |
| Filature La Foudre | Le Petit-Quevilly           | Seine-Maritime          | Normandie                  | inscrit    | « PA76000063 », notice no PA76000063 | 49° 25′ 43″ nord, 1° 03′ 56″ est    |       |
| Théâtre municipal | Abbeville                   | Somme                   | Hauts-de-France            | inscrit    | « PA80000039 », notice no PA80000039 | 50° 06′ 25″ nord, 1° 50′ 25″ est    |       |
| Bains-douches | Abbeville                   | Somme                   | Hauts-de-France            | inscrit    | « PA80000038 », notice no PA80000038 | 50° 06′ 30″ nord, 1° 49′ 51″ est    |       |
| Ensemble architectural Auguste-Perret | Amiens                      | Somme                   | Hauts-de-France            | inscrit    | « PA00116079 », notice no PA00116079 | 49° 53′ 28″ nord, 2° 18′ 22″ est    |       |
| Château de Beaucamps-le-Jeune | Beaucamps-le-Jeune          | Somme                   | Hauts-de-France            | classé     | « PA00135577 », notice no PA00135577 | 49° 49′ 03″ nord, 1° 46′ 17″ est    |       |
| Château de Ferrières | Ferrières                   | Somme                   | Hauts-de-France            | inscrit    | « PA80000034 », notice no PA80000034 | 49° 53′ 35″ nord, 2° 10′ 42″ est    |       |
| Château de Selincourt | Hornoy-le-Bourg             | Somme                   | Hauts-de-France            | inscrit    | « PA80000035 », notice no PA80000035 | 49° 52′ 32″ nord, 1° 53′ 52″ est    |       |
| Château de Long | Long                        | Somme                   | Hauts-de-France            | inscrit    | « PA00116188 », notice no PA00116188 | 50° 02′ 19″ nord, 1° 58′ 52″ est    |       |
| Rotonde ferroviaire de Longueau | Longueau                    | Somme                   | Hauts-de-France            | inscrit    | « PA80000036 », notice no PA80000036 | 49° 52′ 20″ nord, 2° 20′ 54″ est    |       |
| Château de Méricourt-sur-Somme | Étinehem-Méricourt          | Somme                   | Hauts-de-France            | inscrit    | « PA80000041 », notice no PA80000041 | 49° 54′ 25″ nord, 2° 40′ 19″ est    |       |
| Hôtel de ville de Montdidier | Montdidier                  | Somme                   | Hauts-de-France            | inscrit    | « PA80000042 », notice no PA80000042 | 49° 38′ 49″ nord, 2° 34′ 01″ est    |       |
| Ferme de Valanglart | Moyenneville                | Somme                   | Hauts-de-France            | inscrit    | « PA80000037 », notice no PA80000037 | 50° 04′ 14″ nord, 1° 45′ 05″ est    |       |
| Colonne Faidherbe | Pont-Noyelles               | Somme                   | Hauts-de-France            | inscrit    | « PA80000043 », notice no PA80000043 | 49° 56′ 33″ nord, 2° 27′ 07″ est    |       |
| Château de Rambures | Rambures                    | Somme                   | Hauts-de-France            | inscrit    | « PA00116225 », notice no PA00116225 | 49° 56′ 40″ nord, 1° 42′ 27″ est    |       |
| Château de Busménard | Le Translay                 | Somme                   | Hauts-de-France            | inscrit    | « PA80000044 », notice no PA80000044 | 49° 58′ 17″ nord, 1° 39′ 10″ est    |       |
| Château de la Serre | Cambounet-sur-le-Sor        | Tarn                    | Occitanie                  | inscrit    | « PA81000021 », notice no PA81000021 | 43° 34′ 23″ nord, 2° 06′ 13″ est    |       |
| Maison | Belfort                     | Territoire de Belfort   | Bourgogne-Franche-Comté    | inscrit    | « PA90000006 », notice no PA90000006 | 47° 38′ 16″ nord, 6° 51′ 45″ est    |       |
| Maison-forte de la ferme du Colombier | Aincourt                    | Val-d'Oise              | Île-de-France              | inscrit    | « PA95000014 », notice no PA95000014 | 49° 04′ 20″ nord, 1° 46′ 36″ est    |       |
| Fontaine aux Moines | Viarmes                     | Val-d'Oise              | Île-de-France              | classé     | « PA95000013 », notice no PA95000013 | 49° 07′ 16″ nord, 2° 22′ 45″ est    |       |
| Logements d'Électricité de France | Ivry-sur-Seine              | Val-de-Marne            | Île-de-France              | inscrit    | « PA94000017 », notice no PA94000017 | 48° 48′ 52″ nord, 2° 24′ 17″ est    |       |
| Église Saint-Martin de Saint-Martin | Saint-Martin                | Var                     | Provence-Alpes-Côte d'Azur | inscrit    | « PA83000014 », notice no PA83000014 | 43° 35′ 19″ nord, 5° 53′ 07″ est    |       |
| Château de Saint-Martin | Saint-Martin                | Var                     | Provence-Alpes-Côte d'Azur | inscrit    | « PA83000013 », notice no PA83000013 | 43° 35′ 19″ nord, 5° 53′ 08″ est    |       |
| Château de Valbelle | Tourves                     | Var                     | Provence-Alpes-Côte d'Azur | inscrit    | « PA00081764 », notice no PA00081764 | 43° 24′ 27″ nord, 5° 55′ 09″ est    |       |
| Couvent des Religieuses-de-Notre-Dame | Avignon                     | Vaucluse                | Provence-Alpes-Côte d'Azur | classé     | « PA84000032 », notice no PA84000032 | 43° 56′ 49″ nord, 4° 48′ 19″ est    |       |
| Campagne de Bacchus de Carpentras | Carpentras                  | Vaucluse                | Provence-Alpes-Côte d'Azur | inscrit    | « PA84000035 », notice no PA84000035 | 44° 05′ 15″ nord, 5° 05′ 11″ est    |       |
| Château de Lauris | Lauris                      | Vaucluse                | Provence-Alpes-Côte d'Azur | inscrit    | « PA84000036 », notice no PA84000036 | 43° 44′ 45″ nord, 5° 18′ 41″ est    |       |
| Château de la Corrée | Lourmarin                   | Vaucluse                | Provence-Alpes-Côte d'Azur | inscrit    | « PA84000037 », notice no PA84000037 | 43° 45′ 33″ nord, 5° 21′ 28″ est    |       |
| Îlot Pontillac | Orange                      | Vaucluse                | Provence-Alpes-Côte d'Azur | inscrit    | « PA84000038 », notice no PA84000038 | 44° 08′ 09″ nord, 4° 48′ 24″ est    |       |
| Château de Crochans | Piolenc                     | Vaucluse                | Provence-Alpes-Côte d'Azur | inscrit    | « PA84000039 », notice no PA84000039 | 44° 09′ 44″ nord, 4° 46′ 16″ est    |       |
| Château de Bourgane | Saint-Saturnin-lès-Apt      | Vaucluse                | Provence-Alpes-Côte d'Azur | inscrit    | « PA84000040 », notice no PA84000040 | 43° 55′ 25″ nord, 5° 23′ 09″ est    |       |
| Château de Bazoges-en-Pareds | Bazoges-en-Pareds           | Vendée                  | Pays de la Loire           | inscrit    | « PA00110036 », notice no PA00110036 | 46° 39′ 23″ nord, 0° 54′ 54″ ouest  |       |
| Prieuré Saint-André de Mirebeau | Mirebeau                    | Vienne                  | Nouvelle-Aquitaine         | inscrit    | « PA00105534 », notice no PA00105534 | 46° 46′ 58″ nord, 0° 10′ 58″ est    |       |
| Couvent des Franciscaines | Mirebeau                    | Vienne                  | Nouvelle-Aquitaine         | inscrit    | « PA00105532 », notice no PA00105532 | 46° 47′ 19″ nord, 0° 10′ 58″ est    |       |
| Maison seigneuriale | Deyvillers                  | Vosges                  | Grand Est                  | inscrit    | « PA88000036 », notice no PA88000036 | 48° 12′ 07″ nord, 6° 30′ 54″ est    |       |
| Maison seigneuriale du Houx | Parey-sous-Montfort         | Vosges                  | Grand Est                  | inscrit    | « PA88000037 », notice no PA88000037 | 48° 15′ 05″ nord, 5° 56′ 40″ est    |       |
| Château d'Ancy-le-Franc | Ancy-le-Franc               | Yonne                   | Bourgogne-Franche-Comté    | classé     | « PA00113570 », notice no PA00113570 | 47° 46′ 27″ nord, 4° 09′ 42″ est    |       |
| Mairie-lavoir et éolienne d'Arthonnay | Arthonnay                   | Yonne                   | Bourgogne-Franche-Comté    | inscrit    | « PA89000034 », notice no PA89000034 | 47° 55′ 59″ nord, 4° 13′ 47″ est    |       |
| Église Saint-Étienne de Crain | Crain                       | Yonne                   | Bourgogne-Franche-Comté    | inscrit    | « PA89000035 », notice no PA89000035 | 47° 31′ 44″ nord, 3° 33′ 17″ est    |       |
| Château de Passy-Véron | Passy                       | Yonne                   | Bourgogne-Franche-Comté    | inscrit    | « PA00113775 », notice no PA00113775 | 48° 06′ 49″ nord, 3° 18′ 21″ est    |       |
| Église Saint-Martin de Jouars-Pontchartrain | Jouars-Pontchartrain        | Yvelines                | Île-de-France              | inscrit    | « PA78000016 », notice no PA78000016 | 48° 47′ 20″ nord, 1° 54′ 00″ est    |       |
| Église Saint-Lubin-et-Saint-Jean-Baptiste | Rambouillet                 | Yvelines                | Île-de-France              | inscrit    | « PA78000017 », notice no PA78000017 | 48° 38′ 48″ nord, 1° 49′ 26″ est    |       |
| Chapelle Saint-Gilles de Saint-Forget | Saint-Forget                | Yvelines                | Île-de-France              | inscrit    | « PA78000018 », notice no PA78000018 | 48° 42′ 13″ nord, 2° 00′ 33″ est    |       |
| Tuilerie de Saulx-Marchais | Saulx-Marchais              | Yvelines                | Île-de-France              | inscrit    | « PA78000019 », notice no PA78000019 | 48° 50′ 03″ nord, 1° 50′ 20″ est    |       |